# دانهام مسی
دانهام مسی (به انگلیسی: Dunham Massey) یک منطقهٔ مسکونی در بریتانیا است که در ترافورد واقع شده‌است. دانهام مسی ۴۷۵ نفر جمعیت دارد.